# Tour de Pologne 1968
25. edycja wyścigu kolarskiego Tour de Pologne odbyła się w dniach 5–15 września 1968. Rywalizację rozpoczęło 70 kolarzy, a ukończyło 51. Łączna długość wyścigu – 1757 km.
Pierwsze miejsce w klasyfikacji generalnej zajął Jan Kudra (CRZZ I), drugie Marian Forma (Stal), a trzecie Stanisław Demel (Stal).
Podwójny jubileusz wyścigu (czterdzieści lat od zorganizowania pierwszego TdP i dwudziesta piąta edycja) odbył się bez wielkich fanfar. Wielka uczta nie była jednak potrzebna, ponieważ kolarstwo polskie kwitło, szerokim echem odbiło się bowiem zwycięstwo drużynowe w Wyścigu Pokoju. W wyścigu nie startowali najlepsi polscy kolarze, bowiem siedmiu olimpijczyków udało się na igrzyska olimpijskie do Meksyku. Zabrakło również znaczących ekip zagranicznych (startowali jedynie nie reprezentujący odpowiedniego poziomu Anglicy i Bułgarzy), jednak do rywalizacji znacząco przyczyniła się młodzież, przez co wyścig zyskał na atrakcyjności. W wyścigu zadebiutował późniejszy mistrz świata i czterokrotny zwycięzca Wyścigu Pokoju Ryszard Szurkowski.
Sędzią głównym wyścigu był Tadeusz Domański.

## Etapy
| Etap      | Data        | Start - meta                | Długość (km)            | Zwycięzca etapu     | Lider               |
| I etap    | 5 września  | Warszawa – Kielce           | 197                     | Władysław Kozłowski | Władysław Kozłowski |
| II etap   | 6 września  | Morawica – Busko Zdrój      | 36 (jazda ind. na czas) | Czesław Polewiak    | Władysław Kozłowski |
| III etap  | 6 września  | Busko Zdrój – Limanowa      | 157                     | Tadeusz Prasek      | Władysław Kozłowski |
| IV etap   | 7 września  | Limanowa – Żywiec           | 157                     | Henryk Woźniak      | Marian Forma        |
| V etap    | 8 września  | Żywiec – Rybnik             | 172                     | Zbigniew Górski     | Marian Forma        |
| VI etap   | 9 września  | Rybnik – Brzeg              | 165                     | Ryszard Szurkowski  | Marian Forma        |
| VII etap  | 10 września | Namysłów – Leszno           | 192                     | Czesław Mikołajczyk | Marian Forma        |
| VIII etap | 11 września | dookoła Leszna              | 36 (jazda ind. na czas) | Wojciech Kowalski   | Marian Forma        |
| IX etap   | 12 września | Leszno - Żagań              | 148                     | Tadeusz Prasek      | Marian Forma        |
| X etap    | 13 września | Żagań - Gorzów Wielkopolski | 175                     | Jan Kudra           | Jan Kudra           |
| XI etap   | 14 września | Gorzów Wielkopolski - Piła  | 160                     | Jerzy Kowalczuk     | Jan Kudra           |
| XII etap  | 15 września | Piła - Toruń                | 162                     | Ryszard Gac         | Jan Kudra           |

## Końcowa klasyfikacja generalna

### Klasyfikacja indywidualna
| Poz. | Zawodnik           | Kraj   | Zespół     | Czas (średnia km/h)       |
| ---- | ------------------ | ------ | ---------- | ------------------------- |
| 1.   | Jan Kudra          | Polska | CRZZ I     | 43h 23' 39" (40,489 km/h) |
| 2.   | Marian Forma       | Polska | Stal       | +00' 27"                  |
| 3.   | Stanisław Demel    | Polska | Stal       | +01' 53"                  |
| 4.   | Franciszek Stadnik | Polska | Polska I   | +03' 08"                  |
| 5.   | Wojciech Kowalski  | Polska | Polska I   | +04' 10"                  |
| 6.   | Andrzej Kaczmarek  | Polska | Polska I   | +04' 14"                  |
| 7.   | Wiesław Jezierski  | Polska | Legia      | +06' 24"                  |
| 8.   | Lech Kluj          | Polska | Legia      | +07' 01"                  |
| 9.   | Zbigniew Górski    | Polska | LZS Mazury | +08' 28"                  |
| 10.  | Ryszard Szurkowski | Polska | Stal       | +09' 42"                  |

### Klasyfikacja drużynowa
| 1. | Polska I    | 130h 14' 07" |
| 2. | Stal        | +06' 52"     |
| 3. | Legia       | +11' 22"     |
| 4. | CRZZ I      | +17' 57"     |
| 5. | LZS Pomorze | +27' 30"     |

### Klasyfikacja najaktywniejszych
| 1. | Stanisław Gazda    | Polska | 60 pkt |
| 2. | Henryk Woźniak     | Polska | 58 pkt |
| 3. | Tadeusz Bochnia    | Polska | 58 pkt |
| 4. | Wiesław Jezierski  | Polska | 51 pkt |
| 5. | Ryszard Szurkowski | Polska | 50 pkt |

### Klasyfikacja na najlepszego kolarza do lat 23
| 1. | Henryk Woźniak     | Polska | 55 pkt |
| 2. | Ryszard Szurkowski | Polska | 40 pkt |
| 3. | Jerzy Kowalczuk    | Polska | 38 pkt |
| 4. | Wiesław Jezierski  | Polska | 33 pkt |
| 5. | Tadeusz Bochnia    | Polska | 26 pkt |